# El caballo blanco
«El caballo blanco» es una canción mexicana tipo corrido del cantautor mexicano José Alfredo Jiménez basada en los incidentes de un viaje que él mismo hizo en un automóvil Chrysler de 1957, desde la ciudad de Guadalajara, Jalisco hasta Ensenada, Baja California.

## Metáforas
- "El hocico sangrando" se debe a que el radiador se sobrecalentó y lanzaba agua a borbotones.
- "Cojeaba de la pata izquierda" hace referencia a un pinchazo de neumático.

## Lugares que menciona

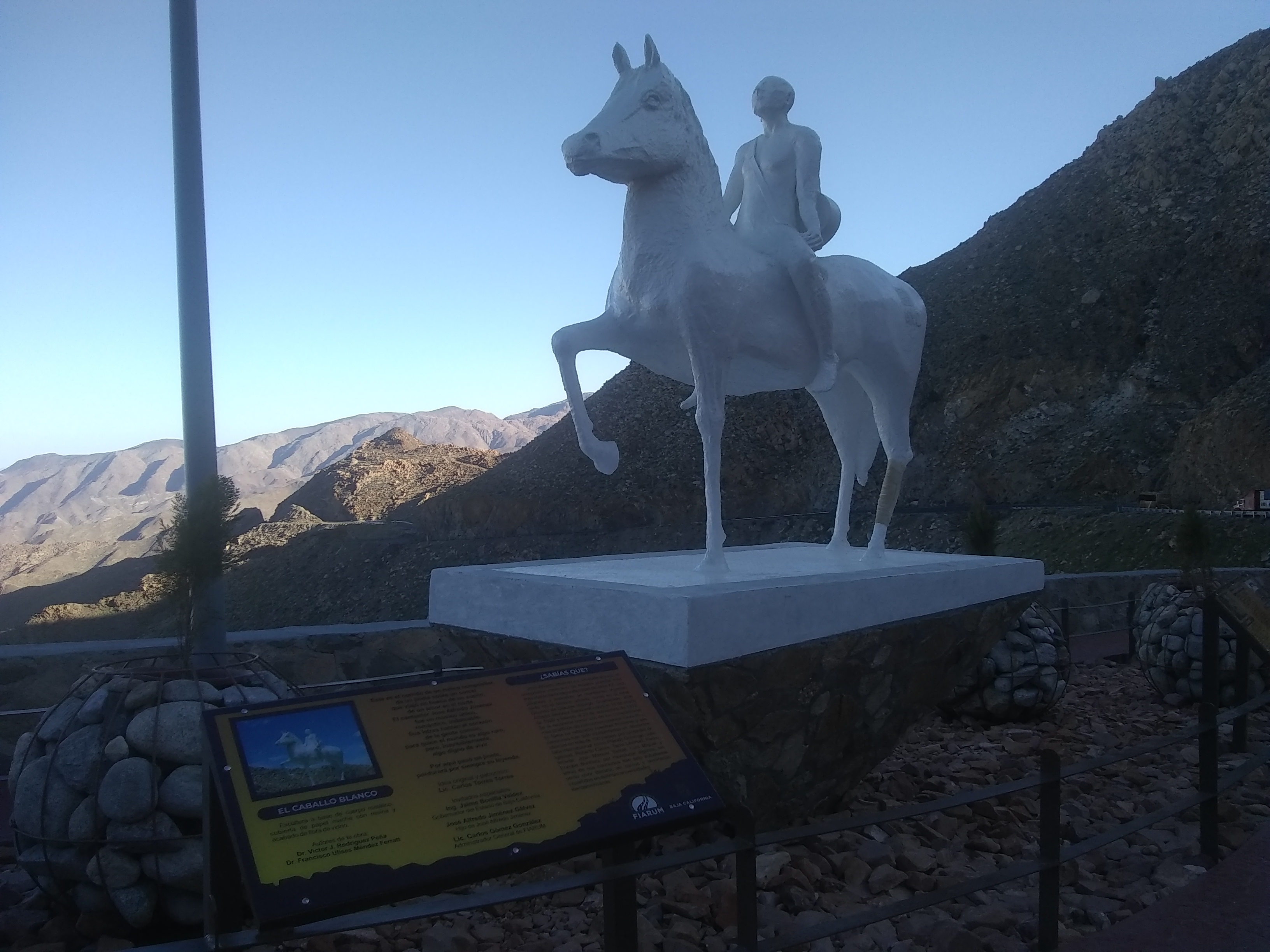
Esta escultura de Víctor J. Rodríguez Peña y Francisco Ulises Méndez Ferratt ubicada en un parador de la carretera de "La Rumorosa", está inspirada en la canción de José Alfredo Jiménez, ya que esta, en su letra dice, "..subió paso a paso por La Rumorosa, llegando a Tijuana con la luz del día."

Los lugares que menciona hacen de la canción una gran manera de enseñar geografía a los niños y niñas de México:
- Guadalajara
- Tierras nayaritas
- Escuinapa
- Culiacán
- Los Mochis
- Sonora
- Valle del Yaqui
- Hermosillo
- Caborca
- Mexicali
- La Rumorosa
- Tijuana
- Rosarito
- Ensenada
- Ciudad de México

## Significado de la canción
La pieza surgió tras una accidentada gira que José Alfredo Jiménez y una caravana artística emprendieron por el occidente y noroeste del país al inicio de la década maravillosa. Tras una mala planeación y administración económica, en Jalisco fueron abandonados a su suerte por el empresario Miguel Alderete. El laureado compositor de "Si nos dejan" decidió tomar entonces las riendas de la gira, empeñando su automóvil blanco, marca Chrysler New Yorker modelo 1957, y con el dinero obtenido pagó el hospedaje y alimentación de la gente involucrada en la gira. Partieron entonces rumbo al Valle del Yaqui en donde gracias a sus esforzadas actuaciones reunieron dinero suficiente para rescatar el automóvil blanco. José Alfredo encomendó a Benjamín Rábago Lozano regresar a Guadalajara para traer de vuelta el vehículo. Ya con el auto recuperado la caravana prosiguió sus actuaciones en el norte del país, no sin antes sufrir algunos incidentes en el trayecto. Por ejemplo, en Los Mochis, Sinaloa, al carro se le picó el radiador, y en el Valle Del Yaqui, se reventó un neumáticos. Llegaron después a Ensenada, Baja California y tras varias peripecias, volvieron todos a la Ciudad de México. La composición resultante en realidad está inspirada en los incidentes con el automóvil blanco de José Alfredo Jiménez, y la grabación tuvo tal éxito en todo el país que hasta una película fue filmada al año siguiente, titulada El Caballo Blanco, dirigida por Rafael Baledón y protagonizada por Joselito y Antonio Aguilar.

## Otras referencias
- Viaje similar (abr 2007): ...-Guadalajara-Culiacán-Guaymas-Santa Rosalía-Volcán Tres Vírgenes-San Ignacio-Loreto-La Paz-...

- Datos: Q5824136